# Позднов, Виктор Андреевич
Виктор Андреевич Позднов (21 октября 1929, Борисоглебск — 11 октября 2010, Уфа) — живописец, заслуженный художник Республики Башкортостан.

## Биография
Виктор Андреевич Позднов родился 21 октября 1929 года в городе Борисоглебске (ныне — Воронежской области). С детства любил рисовать и мечтал стать художником. Его детство прошло в годы Великой Отечественной войны. Отец воевал на фронте.
В 1946 году Позднов поступил в Пензенское художественное училище имени К. А. Савицкого. Там он учился три с половиной года на отделении живописи, потом перешёл на скульптурное. Его учителем по живописи был известный художник Горюшкин-Сорокопудов, который в своё время был учеником Ильи Ефимовича Репина, занятия по скульптуре вела ученица великого Родена — Елена Дмитриевна Казашвили.
Виктор Позднов вместе со своими однокурсниками посещал мастерскую замечательного художника Ивана Силовича Горюшкина-Сорокопудова. Приходившие к нему студенты обязательно приносили свои этюды, ведь мнение известного художника и педагога было для них очень ценным. Иван Силович сразу обратил внимание на работы Позднова, отметив его как способного и думающего студента.
В свободное от занятий время Виктор много читал, играл в футбол в местной команде. Футбол он очень любил и всегда говорил, что если бы не любил живопись, то стал бы футболистом или спортивным врачом. В Пензе он знакомится со своей будущей женой Раисой Петровной Медуновой, с которой он прожил долгие годы.
Окончив Пензенское училище в 1951 году, Виктор Позднов поступает в Академию художеств в Ленинграде. Но денег для продолжения учёбы не было. От полученных на войне ран умирает отец, нужно было помогать матери и приёмной сестре. В 1952 году вместе с Александром Бурзянцевым, с которым он учился в Пензенском училище, Позднов приехал в Уфу. Уже в 50-е годы тогда ещё молодой художник сразу заявил о себе как очень яркий и одарённый живописец. Он участвует на Всесоюзной выставке в Москве и его картины « Уральский березняк» и «Плоты» обратили на себя внимание оригинальным, смелым композиционным решением. Эти работы сразу были куплены музеями. Обладая большим талантом и мужеством Виктор Андреевич Позднов ещё в эпоху социалистического реализма, когда деятельность художников была регламентирована, смело и свободно трактовал образы в своих картинах, в которых преобладала духовная связь человека с окружающим миром.
В 1958 году Позднов становится членом Союза художников СССР. Известность и признание он получает после появления написанной в 1959 году работы «Старый уральский завод». Картина с успехом экспонировалась в Уфе в 1960 году, потом в Москве на выставке «Советская Россия».
Художник находит время и для общественной деятельности, в 1959 году он становится самым молодым председателем художественного Совета при Башкирском отделении Художественного фонда РСФСР и работает в этой должности до 1966 года. Член правления Башкирского Союза художников с 1967 года.
В 1973 году Виктору Позднову было присвоено звание заслуженного художника Башкортостана.
Став большим мастером пейзажа, художник всё чаще обращается к тематической картине. Появляются значительные произведения на историческую тему. Черпая вдохновение в изумительной природе Башкирского края, опираясь на опыт мирового искусства, он создал свою живопись, которая не имеет аналогов ни в русском, ни в западном искусстве. Мощь, большая пластика, величие образов и богатая колористическая гамма — вот, что характерно для его творчества. Художник работал в разных жанрах; писал тематические и жанровые картины, портреты и натюрморты.
Тема героической истории Башкирской конной дивизии в монументально-эпической композиции «Песнь отцов» звучит как легенда и эпос.
Виктора Позднова не стало в 11 октября 2010 года. Он прожил яркую, насыщенную жизнь и оставил после себя невероятную по художественному разнообразию коллекцию картин и рисунков и плеяду талантливых учеников (В. Лесина, Т. Ерастова, А. Романова, Ю. Лоща, А. Маслика, Н. Файрушина, С. Ерофеева, Х. Рязапова).
Виктор Андреевич Позднов обладал обширными знаниями в области искусствоведения, в совершенстве владел ораторским искусством.
Его картины находятся в известных музеях России и за рубежом в частных коллекциях в таких странах как Великобритания, США, Канада, Швеция, Япония, Франция, Швейцария, ФРГ, Португалия и др.
Дочь художника, Елена Викторовна Позднова, окончила художественно-графический факультет БГПИ, также талантливый художник.

## Картины
… «Радость бытия увлекает, хочется всему отдать дань. Все же больше люблю пейзаж. Природа никогда не обманывает, в ней растворяешься, становишься частицей огромного таинственного мира, а настоящее искусство — это тайна».
Любимым жанром Виктора Позднова является пейзаж «Уральский березняк», «Плоты», «Первые дни мая». Он часто обращался к исторической теме его работа «Ленин и Крупская в Уфе. 1900 год» вошла в книгу «Лучшие произведения о Ленине» Изд. Москва. Автор Р. Я Аболина.
Полотна «Конники Башкирии» и один из первых его вариантов — «Песнь отцов» (1967—1969), «В. И. Ленин и Крупская в Уфе» (1969), более поздняя работа «20-е годы Башкирии» (1986—1989), монументально-эпическая композиция «Песнь отцов», «Июль в Башкирии. Пора сенокоса». Холст. Масло. 200x150. 1983—1985 г., «Апрель на реке Белой». Холст. Масло. 170х141. 1998 г.
К основным работам художника относятся: Краснодонцы, х. м., 1956., Разлив р. Белой, х. м., 1956.,
Березовые плоты, х. м., 1958., Башкиры у В. И. Ленина, х. м., 1959., Уральский березняк, х. м., 1959.,
Индустриальный пейзаж, х. м., 1959., Старый уральский завод, х. м., 1959, Усть-Катав, х. м., 1959. Весна, х. м., 1959,
Башкирский мотив, х. м., 1963, Портрет шофера, х. м., 1963, Монтажники, х. м., 1964, Пейзаж, х. м., 1965, Лесосплав, х. м, 1966.
Дёмская весна, х. м., 1966, Вязка плотов, х. м., 1966—1967, Лесорубы, х. м., 1966—1967, Осень в Чандаре, х. м., 1967,
Таштугай, х. м., 1967, На буровую, х. м., 1968—1970, Индустриальный пейзаж, х. м., 1969, 1969, Весна в Чекмагушевском районе, х. м., 1970, Песня отцов, х. м., 1970, Женщины из села Воскресенское, х. м., 1972,
Южная Башкирия, х. м., 1972, Ночная милиция, х. м., 1972, Портрет П. Н. Грена, х. м., 1972, Клубничное варенье, х. м., 1973,
На родине весна, х. м., 1973, В Кугарчах, х. м., 1973—1974, На крутых берегах Агидели, х. м., 1974, Натюрморт с рябиной, 1974.
Молодёжная бригада, х. м., 1974, Сети, х. м., 1974, Богатый улов, х. м., 1974. Молодёжная бригада, х. м., 1974.
Эстакада, х. м., 1974, У нас в Исянгулово, х. м., 1975, Натюрморт с сетями, х. м., 1975.
Земляки-уральцы, х. м., 1975. Возвращение, х. м., 1975. Первые дни мая, х. м., 1975. Моченые яблоки, х. м., 1975.
У старых берез, х. м., 1976. В. И. Ленин и М. А. Ульянова, х. м., 1976—1977. Литовские рыбаки, х. м., 1977.
Первые дни Октября, х. м., 1977. Мартовское солнце, х. м., 1977.

## Выставки
- Республиканские, Уфа, с 1956 г, на всех, кроме молодёжных 1972 и 1976 гг.
- Декадная выставка произведений художников БАССР, Москва, Ленинград, 1969.
- Выставка произведений художников БАССР, посвященная 100-летию со дня рождения В. И. Ленина, Ульяновск, 1970.
- Выставка произведений художников 3-х зон, Москва, 1971.
- Выставка произведений художников автономных республик РСФСР, Москва, 1971.
- Зональные выставки «Урал социалистический»: Пермь, 1967; Челябинск, 1969; Уфа, 1974.
- Выставка произведений художников БАССР в дни декады башкирского искусства в Кара-Калпакской АССР, Нукус, 1976.
- Всероссийская художественная выставка «Советская Россия», Москва,   1960.
- Всероссийская художественная   выставка «По родной стране», Москва, 1972.
- Всероссийская художественная выставка, посвященная 60-летию Великого Октября, Москва, 1977.
- Всесоюзная художественная выставка, посвященная 40-летию ВЛКСМ, Москва, 1958.
- Всесоюзная художественная выставка «Всегда начеку», Москва, 1972.
- Всесоюзная художественная выставка, посвященная Советской Армии, Москва, 1973.
- Выставка произведений художников Башкирии в ГДР, г. Галле, 1975.